# Hambers
Hambers – miejscowość i gmina we Francji, w regionie Kraj Loary, w departamencie Mayenne.
Według danych na rok 1990 gminę zamieszkiwało 451 osób, a gęstość zaludnienia wynosiła 17 osób/km² (wśród 1504 gmin Kraju Loary Hambers plasuje się na 869. miejscu pod względem liczby ludności, natomiast pod względem powierzchni na miejscu 364.).